# La Bastida de Danha
La Bastida en Val (en francès Labastide-en-Val) és un municipi francès situat al departament de l'Aude i a la regió d'Occitània.